# Pakansaristadion
Het Pakansaristadion is een multifunctioneel stadion in Pakansari (bij Cibinong), een stad in Indonesië. Het stadion wordt vooral gebruikt voor voetbalwedstrijden; de voetbalclub Persikabo Bogor maakt gebruik van dit stadion. In het stadion is plaats voor 31.000 toeschouwers. Het stadion werd geopend op 3 december 2016 met een wedstrijd tussen Indonesië en Vietnam.

## Internationale toernooien
Het stadion wordt ingezet voor wedstrijden op internationale toernooien. Zo werden er in 2016 twee wedstrijden op het Zuidoost-Aziatisch kampioenschap voetbal 2016 gespeeld in ook voor het toernooi van 2018 staat er een wedstrijd gepland.